# Adel Lakhdari
 (mai 2019).
Adel Lakhdari (en arabe : عادل لخضاري) est un footballeur algérien né le 12 août 1989 à Biskra en Algérie. Il évolue au poste de défenseur central à l'US Biskra.

## Biographie
Le 25 décembre 2015, il se met en évidence avec le club de l'ASO Chlef en inscrivant un doublé en championnat, lors de la réception du NA Hussein Dey, permettant à son équipe de l'emporter 3-1. 
Il participe à la Ligue des champions d'Afrique en 2013 avec l'ES Sétif puis en 2016 avec le MO Béjaïa. Il joue cinq matchs dans cette compétition. Le 18 septembre 2016, il dispute avec Béjaïa les demi-finales de la Coupe de la confédération, face au FUS de Rabat.

## Palmarès
- Champion d'Algérie en 2012 et 2013 avec l'ES Sétif
- Vainqueur de la Coupe d'Algérie en 2012 avec l'ES Sétif
- Champion d'Algérie de D2 en 2019 avec l'US Biskra